# آلاء يونس
ألاء يونس (1974-) هي فنانة وأمينة للعمل القائم على البحث، مقيمة في عمان. بدأت بعمل رحلات داخل الأرشيف والروايات، وتعيد صياغة مجمل التجارب التي تضائلت الي تجارب شخصية. من خلال البحث، استطاعت تجميع التحف، الصور، المعلومات، الروايات، والملحوظات حول الدافع والكيف وراء رواية الناس لقصصهم. بحثها يعتمد على إجادة المواد أو خلقها إن لم تجدها أو لم يكن لها وجود من الأساس.

## بداية حياتها وتعليمها
ولدت بالكويت في 1974، وإنتقلت إلى عمان في 1984. وتخرجت كمهندسة معمارية من جامعة الأردن عام 1997.

## مهنتها
أسست العديد من المنشاّت الفنية، أعمال الفيديو، منشورات، تجمعات مؤقتة، مشروعات للنشر، وأشرفت على عدة معارض. المشروعات التي أشرفت عليها تضمنت أول صوان محلي للكويت في دورة فينيسيا في (2013)، مجموعة البدو التي ظهرت في متحف «الرد المصنع للغياب»، «فهرس حب الأرض المقصود والغير مقصود» في متحف جديد بمعرض كان محتواه «هنا وهناك» في (2014). عرضت أعمالها بمعهد «العالم العربي» في 2013، الدورة التاسعة بجوانجغو عام (2012)، متحف ألفن العربي الجديد بالدوحة في (2012)، متحف ثلالثي جديد (2012)، الدورة الثانية عشر بإسطنبول (2011)، الدورة الخامسة لأعمال البلد ببيروت (2010)، معرض القدس (2009)، الدورة الرابعة لصور القاهرة (2008)، وأماكن أخرى.
==مشروعات النشر تضمنت==: «إبر للأسهم» (2009)، «جنود مصفحة» (2012)، ومبادرة النشر كيف-تا (غير هادفة للربح)، وهي حلقات عربية دراسية موفرة التكاليف عن «الكيفية»، وشاركتها إنشاء هذه المبادرة «مها مأمون». الحاصلة على زمالة فن الإبداع من بلاجيو، بلإضافة إلى جائزة معرض الشباب في دورته السابعة عشر بالقاهرة (2005)، وجمعية فناني الأردن (2005)، أسست منتدى الفن العالمي الثامن (2014)، قامت بإلقاء خطابات في بعض المؤتمرات والحلقات الدراسية مثل: جدول أعمال فينيسيا(2013)، منتدى برلين التوسعي (2013-2015)، الستينات الجميلة ببيروت (2013)، منتدى الفن العالمي السابع بالدوحة (2013)، فكر بالفيلم في برلين(2012). شغلت منصب المدير الفني (2009-2010)، المدير التمثيلي (2008-2009)، مساعد مدير (2006-2008)، لدارات الفنون (مؤسسة خالد شومان) بعمان. وقامت أيضا بالإشراف على برامج خاصة بطبعات عربية قصيرة-المهرجان المستقل للعرب (2009-2011) الذي نظم من قبل معهد جويث بالقاهرة، وهي ضمن المجلس الاستشاري لمنتدى برلين التوسعى.

## المشروعات التي أشرفت عليها
أشرفت على «الأعمال المحلية» في عام 2013، لأجل الصوان المحلي الأول بالكويت في دورة فينيسيا الخمسة وخمسين. العرض تضمن رموز قيمة في أوقات الانتصار الوالية، في محاولة لإعادة صياغة مشروع «الجديد»، في حين أن منشورات المعرض كانت تستكشف المحتوى العاطفي والنظري للأعمال في وقت كانت الهوية الوطنية غير قابلة للنقاش، وحين أيضا كانت المشروعات الجديدة، ثقافية كانت أو تعاقدية، تعد من الأعمال الوطنية. «إصابة النائم في الصيف» ضمن عدد من السرادقات لهذا الجزء من العالم، كان صوان الكويت والذي أشرفت عليه ألاء. والذي يبرز تركيبات مشوقة مستنبطة نحو فترة التاريخ التي تضمنت تماثيل «سامي محمد»، بالتوازي مع سلسلة من الصور للفنان «طارق الغصين» التي تدعونا لتأمل فكرة الوحدة، والتي وضعت على صناديق منيرة. بحث ألاء الحساس في أعمال محمد أتاح الفرصة لبعض البحث ذات طابع النقد الذاتي على «الوطنية» و«الحداثة» في الصوان نفسه. مشروع «ملفات-ك» لغصين، يمثل إستمرارية جميلة لحلقات منظمة عن الرسم الذاتي، والذي يعمل بأسلوب أطلق عليه «التصوير الأدائي».
هذا العرض تلى إشرافها على متحف «الرد المصنع للغياب»، وكان عرضه الأول في متحف «الفن الحديث» بالكويت، ومتحف «الجديد» في 2012. والذي أنتجه وبدئه «مشروعات منراسي». المتحف هو مجموعة من التحف البدوية، تمثل الرد على غياب الفلسطينيين من تاريخهم بالكويت، كل تحفة تمثل الاستحالة أو المبالغة. هذا العمل كان عرضه الأول بالكويت بمتحف الفن المعاصر في مايو 2012.

## المعارض الأخرى التي أشرفت عليها
- فهرس «حب الأرض المقصود والغير مقصود» المشروع الذي أقيم في معرض «هنا وهناك» بالمتحف الجديد، بنيويورك 2014.
- مشروع«هذه الأرض تتحدث إاليك أولا بالإشارات»، معرض المواد الأرشيفية وبعض الأفلام من مجموعة سيماثيك، بالقاهرة وبرلين.
- «اقصى جهد للقرب من التجربة العلمية» بمنطقة المشروع بمتحف العرب للفن الحديث الدوحة 2014.[7]«الوقوف بجانب الاّخر» والذي أشرفت عليه بمساعدة «مها مأمون»، مركز جزيرة العرب، القاهرة 2013.[8]
- «الازدحام خلفنا»، عرض في ثلاث أماكن، بمهرجان الصورة، بعمان 2012.
- «التعليم اللحظي من أحداث كبيرة الحجم»، بمكان للمساحة الفنية، عمان 2011.
- «بالإضافة إلى حكم وبرنامج إذاعي»، لاجاليريم نويزي-لوسوك، باريس، 2011.[9]
- «خارج الزمان»، أشرفت عليه بالتعاون مع «رازيا ردزيسز»، لمشروع تعاون ما بين «الإبهاج الحديث» و«دارات الفنون»، وعرض في معهدهما في 2011.[10]

## مشاريع فنية
مشاريعها بدأت ببعض الصور والأغراض التي قد تبدو غريبة أو مثيرة للأهتمام، على سبيل المثال «نفرتيتي» عام 2008، وهو مشروع مركب من فيديو وألات تقطيب هالكة، وهذا المشروع قد أنتج وبيع في مصر بعد ثورة 1952، وكان من ضمن مخطط البلد انذاك لتعزيز إنتاج الصناعة المحلية، ولخلق رموز إنتاج مبدعة للتعبير عن الحكم المصري. توقف مشروع «نفرتيتي» في عقد 1980، نتيجة لأخطاء كثيرة في التصميم. بالنسبة لألاّء، هذا «مشروع أنثوي» فبالرغم من تحدية للمرأة في المنطقة المحلية، إلا انه كان يهدف لتمكين ربات المنزل المصريات لكسب قوتهم في الوقت الذي توجه فيه أزواجهم للحرب.
بعد ذلك إمتلأ السوق المصري بالمكينات الغربية ذات التصميمات الجميلة، بعد إحلال مشروع «نفرتيتي» ذو الطابع الكلاسيكي. وأصبح مشروع «نفرتيتي» بعد ذلك مجرد تذكرة للناس بماكينات الخياطة القديمة.
إن أغراضها المشيدة أصبحت جزء من شبكة القصص والتي من خلالها الطابع الشخصي كان يرمز للجانب المعقد بها، مثل النسخة المنشورة من «تن سولدجرز» (2-2010) المصنوعة من نص وصورالفن المعاصر الغير رسمي عن جنود الشرق الأوسط، والمساحات الافتراضية والبديلة التي يمارسوا بها العسكرية. «تن سولدجرز» هي أيضا تركيب ل12265 تمثال معدني، تصور تسعة من جيوش الشرق الأوسط. هذا المشروع أنتج وعرض «بالواجبات المنزلية» 5 في بيروت (2010) والمتحف الجديدلاخر ثلاث سنوات، وفي معرض إسطنبول المقام كل سنتين (2011)، النسخة المنشورة كانت أيضا تم تركيبها كمعرض في المتحف الجديد كل ثلاث سنوات، وايضا في متحف جوانجو المقام كل سنتين وأقيم المعرضين في 2012.
«يوأر»، هو عبارة عن سلسلة من الرسومات والأعمال المنشأة، التي درست القصص والميكانيكية التي أنتجت جمال عبد الناصر كرمز من رموز التاريخ في وقت جمهورية الأمة العربية (1958-1971). المشروع بدأ بصورة لناصر ينظر بشغف وفخر للأمة العربية خلال توقيع السيادة المتحدة ما بين مصر وسوريا في 1958.
عريب طوقان وألاء يونس شاركا في اكتشاف لقطات أفلام، قد تم التخلص منها عن طريق سيادة المجتمع الصديق بعمان. قاموا معا بإنشاء علم أثار للبحث، الهدف منه كان تسليط الضوء على إنتاج الافلام البدائي الفلسطيني، السيادة الصديقة التكنوقراطية، نوادي سينمائية، وأفلام باللغة الروسية بعمان. نتاج هذا البحث كان فيلم قصير مدته ثلالث دقائق، بعنوان «من المستحيل لورقة شابهة للأخرى»، وعرض على القناة الإنجليزية الرابعة في مهرجان نيويورك عام 2014.
مشروعها «خطة لبغداد أعظم» أختير للعرض في «مستقبل العالم» عن طريق «أوكوي إنويزور» لمعرض الفن العالمي لدورته ال56 بفينيسيا، وعرض أيضا بالارسينال عام 2015. أنتج بمطبوعات ذات أثنان وثلاث أبعاد، فالمشروع يجمع قصص ووصلات عن نظام صدام حسين في بغداد والذي قام يتصميمه «لو كوربوزيار». فعل بمجموعة من الشرائح ذات ال35 ميللي متر عن طريق رفعت غديرجي (متهن للهندسة) في 1982، المشروع يعيد إنتاج مستندات خاصة بالأثار، المباني، الحكومات، التحولات والشد بين النماذج والعقائد. إن عنوان المشروع مستوحى من عرض اليمين «لفرانك لويد» لمركز ثقافي، وبيت أوبرا ببغداد. مشروعه «خطة لبغداد أفضل» كان نتاج زيارة لبغداد في 1957، لكنه لم يبنى قط.
حصلت ألاء على ثاني جائزة لها في الدورة السابعة عشر للصالون الفني لغير المصريين عام (2005)، والجائزة الثالثة في المعرض السنوي لجمعية الفنانين الأردنيين بعمان (2005). في 2012 كريستين تومي أختارها كواحدة من أمهر مراجع الفن المستقبلية.

## معارض مختارة
- 2015: كل مستقبل العالم، في دورته ال56 في معرض الفن العالمي -فينيسيا، برعاية أوكوي إنويزور، فينيسيا.[19]
- 2014: مهرجان نيويورك للأفلام، هنا وفي مكان اخر، المعرض برعاية «ماسيميليانو جيوني» والفريق، التحف الجديد، نيويورك. المشاركة كانت متمثلة في

إنتاج معرض بالدور الخامس «فهرس الحب المقصود والغير مقصود للأرض» -الاكثرية، سيسك بومبيا، ساو باولو- شاى مع نفرتيتي، متحف ستاتليشيز بمقاطعة اجيبتيشر كونست، ميونيخ - يوار، المعرض المنفرد في صالة الجبس - التجمع السابع، 10000 حيلة و100000 خدعة، القاهرة، هونج كونج، بيروت، أنتويرب وزغريب.
- 2013: شاي مع نفرتيتي، معهد النشاط السياسي والثقافي للفن المعاصر بفالينسيا، معهد العالم العربي، باريس، المتحف العربي للفن الحديث، الدوحة-الدورة ال59 للمهرجان العالمي للفيلم القصير، اوبر هوزن، قصر الصورة بليتشبرج، اوبرهوزن.
- 2012: الدائرة المستديرة، الدورة التاسعة بجوانجاجو، برعاية نانسي ادجانيا، غير التابعين للحكومة، المعرض برعاية إنجي جو، المتحف الجديد - كل ثلاث سنوات، نيو يورك - تجيع برعاية ماريا- ثاليا كاراس وأولجا هاتزيداكي، أثينا- لندن مهرجان فلسطين للفيلم.
- 2011: بغير عنوان (الدورة 12 باسطنبول)، برعاية أدريانو بدروسا وجينز هوفمان، إسطنبول.
- 2010: واجبات منزلية للخامسة، ملتقى ومعرض برعاية كريستين توهمي، مركز الفن ببيروت، معرض منفرد بمؤسسة ديلفينا، لندن.
- 2009: معرض منفرد بدارات الفنون، بعمان.
- 2008: صورة القاهرة الرابعة: الاختصار الطويل، برعاية علياء حمزة وايديت مولنار، مركز الهناجر للثقافة، القاهرة، الدورة العالمية لكتاب الفنانين 2008، بيبليوثيكا الأسكندرية.

## المنشورات
نشرت ألاء «إبر للصواريخ» بالمشاركة مع معتز عطالله في 2009. المنشور جمع ردود شخصية للأسئلة المتعلقة بمكان منتجات المستهلك في حياة الناس والمجتمع بمصر الكبرى. ردود الناس شرحت كيف من الممكن للأشياء ان تصبح ذات طابع منفرد وتكتسب شخصيات عديدة، ويحكوا بعض الخرافات حولهم. اسم المنشور مستوحى من شعار الوعد الصناعي لجمال عبد الناصر.
مشروعها المنشور «جنود من صفيح»، صدر 2012، يشرح الحقائق الثابتة لممحاربين الرسميين والغير رسميين في الشرق الأوسط. ال280 صفحة بهذا الكتاب تجمع قصص تشرح هشاشة الأفراد تجاه العسكرية، شعارات عن الوطنية، الوكالة المثالية. المشاركين في المنشور العربي/الإنجليزي تضمنوا دعاء علي، فرانسيس اليس، معتز عطالله، فؤاد الكوري، سيفديت إريك، أحمد حفناوي، مها مأمون، عبد الحي مسلم، كمال مفتي، نيكولاس باريس، ريتا بونس دو ليون، عمران قوريشي، رايان ثابت، عرابي طوقان، ماريو كيستا هيرنادو، فيصل داراج، راشا صالتي، محمد صادق وأدانيا شبلي.
في 2012، ألاء يونس بالاشتراك مع مها مأمون أسست مشروع النشر الغير هادف للربح «كيف ت». مشروع النشر المستقل أنتج «كيف تختفي» (2013)، تأليف هيثم الورداني، بالعربية والإنجليزية. والبحث الثاني كان النسخة العربية من «الشاطئ، المشهد، الموسيقى التصويرية - كيف يت تقليد صوت الشاطئ باستخدام يدين لكل سجادة» (2014)، تأليف الفنان التركي سيفديت إريك في 2007.
كتبت بعض النصوص: «جمال الستينات» (2014) ونقح هذا المنشور عن طريق جورج شولهامر وروبن أرفاشتين، ونشر عن طريق سترنبرج بريس. «كلنا للكويت، وكويت لنا» (2014) نشر عن طريق مشروعات منراسي. «أعمال محلية» (2013) المعرض التوجيهي لأول صرداق كويتي بدورة فينيسيا. فن المحيط الأسيوي مع نص بعنوان«دليل الثورات وما بعد الثورات» نشر في مارس/أبريل 2012.
عملها ظهر في"الرؤية الجديدة: الفن المعاصر العربي في القرن الواحد وعشرين"، ونقح عن طريق سلوى مقدادي وندى شابووت، ونشر عن طريق ثامز وهدسون في 2011، "الحرب وإمكانيات (مستحيلة): أفكار عن التاريخ العربي والفن المعاصر" (2012) عن طريق جيورجي بوكاجيان ونشر عن طريق نسخ الإرم، بيروت، و"الغير تابعي للحكومة: التحف الجديد لكل ثلاث سنوات في 2012"، عن طريق يونجي جو. "اعمالها كفنانة وكمشرفة وجدت أرض مكملة لأنتاج منشوراتها الاستطرادية ونقطة انفصال للتحقيقات الفنية.محتوى أعمالها يتضمن البحث عن إجابات داخل المواقف المنفصلة، بالرجوع إلى مجموعة أكبر من الحقائق مؤكدة في العالم الموروث.